# Gerald FitzGerald, XV conte di Desmond
Gerald FitzGerald, quindicesimo Conte di Desmond (Dublino, 1533 – Dublino, 11 novembre 1583), è stato un rivoluzionario irlandese.
Di nobile origine, fu a capo delle rivolte dei Desmond del 1579.

## Biografia
Figlio di James FitzGerald, quattordicesimo Conte di Desmond, e della sua seconda moglie More O'Carroll. Suo padre accettò nel gennaio 1541, in rispetto di uno dei termini della sua sottomissione a Enrico VIII d'Inghilterra, di inviare il giovane Gerald in Inghilterra per la sua educazione. Con la salita al trono di Edoardo VI d'Inghilterra questi termini vennero rinnovati; poiché nel frattempo Gerald era divenuto amico del giovane re. Sfortunatamente per il Munster  questi progetti non furono portati a compimento. Le tenute dei Desmond vennero reclamate dai Butler, nemici storici dei Geraldine, perché James Butler, nono Conte di Ormonde aveva sposato Lady Joan Fitzgerald, figlia ed erede principale di James FitzGerald, decimo Conte di Desmond. Alla morte dell Ormonde, ella propose di sposare Gerald FitzGerald, e così fece dopo la morte del secondo marito, Sir Francis Bryan. Gli effetti di questo matrimonio furono la temporanea cessazione delle ostilità tra i Desmond e suo figlio, Thomas Butler, X conte di Ormond.
Gerald ereditò il titolo di Conte nel 1558 e fu nominato cavaliere dal Lord Deputy Thomas Radclyffe terzo Conte del Sussex. Egli stabilì subito strette relazioni con il suo omonimo Gerald FitzGerald, undicesimo Conte di Kildare (1525–1585), e con Shane O'Neill. A dispetto di un lodo arbitrale tenutosi nel Sussex nell'agosto del 1560 per regolare la questione della disputa tra gli Ormond e i Fitzgerald, fuorilegge da entrambe le parti continuarono ad assalire i territori dei vicini. Per diverso tempo Desmond declinò le convocazioni per apparire al cospetto di Elisabetta I d'Inghilterra e difendersi dall'accusa di essere in conflitto con suo zio Maurice. Quando apparve a corte nel maggio 1562, il suo contegno insolente di fronte al consiglio privato gli costò un breve soggiorno alla Torre di Londra.
Desmond detenuto fino al 1564, e subito dopo il suo ritorno, la morte di sua moglie lo liberò dalle limitazioni della sua libertà d'azione provenienti dal suo legame con i Butler. Egli assalì prima Thomond, e nel Waterford cercò di rinforzare i suoi diritti feudali su Sir Maurice Fitzgerald di Decies, che invocò l'aiuto di Thomas Butler, X conte di Ormonde.
I due nobili a quel punto si fronteggiarono nuovamente in campo aperto e l'occasione fu la battaglia di Affane lungo il fiume Blackwater, dove Desmond venne sconfitto e fatto prigioniero. Ormond e Desmond vennero condotti in catene a Londra per essere costretti a dichiarare la pace, e fu concesso loro di tornare in Irlanda agli inizi del 1566, dove una commissione reale era stata formata per decidere sulla loro disputa. Desmond e suo fratello Sir John di Desmond furono inviati in Inghilterra, dove dovettero cedere le loro terre alla regina dopo un breve soggiorno alla Torre di Londra. Nel frattempo il cugino di Desmond, James Fitzmaurice Fitzgerald, si era autoproclamato capo dei Desmond in difesa di Philip Sidney, e con l'evidente intenzione di usurpare il titolo. Egli cercò di dare alle sue rivendicazioni una connotazione ultra-Cattolica, con l'idea di guadagnare alla sua causa l'appoggio delle potenze straniere di religione cattolica. Nel contempo si alleò con John Burke, figlio del Conte di Clanricarde, con Connor O'Brien, terzo Conte di Thomond, e persino con il fratello di Ormonde, Sir Edmund Butler, che aveva ricevuto ingiurie da Sidney. Edward Butler si unì anch'egli alla rivolta, ma all'apparire di Sidney ed Ormonde a sud-ovest fece rapidamente arrendere i Butler. Gran parte dei Geraldine vennero soggiogati da Humphrey Gilbert, ma Fitzmaurice rimase in armi, e nel 1571 Sir John Perrot si adoperò per disarmarlo. Perrot riuscì nel suo intento e il 23 febbraio 1573 costrinse Fitzmaurice a fare formale atto di sottomissione facendolo prostrare sul pavimento della chiesa di Kilmallock.
Contro il parere dei consiglieri irlandesi della regina il Desmond venne liberato e poté tornare in Irlanda nel 1573. Il conte promise di non esercitare i suoi diritti nel Kerry fino a quando questi non fossero stati definitivamente legittimati. Egli fu detenuto per sei mesi a Dublino ma nel novembre del 1573 riuscì a fuggire e in breve tempo ridusse le province sedate da Perrot in un nuovo stato di anarchia.  Edward FitzGerald, fratello del Conte di Kildare, fu inviato da Londra per protestare con il Desmond ma non ebbe successo. Desmond affermò che nessuna legge tranne quella Brehon doveva essere osservata dai Geraldine; e Fitzmaurice catturò il capitano George Bourchier, uno degli ufficiali di Elisabetta nell'ovest. L'Essex incontrò il Conte vicino Waterford in luglio, e Bourchier venne liberato, ma Desmond si rifiutò di assecondare le altre richieste fatte in nome della regina Elisabetta. Venne fatto un documento contenente una offerta di 500 sterline per la sua testa, e 1.000 per chiunque riuscisse a catturarlo vivo, ma due membri del consiglio del governo di Dublino si opposero all'iniziativa.
Il 18 luglio 1574 i capi Geraldine firmarono la Combination nella quale promettevano di supportare il conte incondizionatamente; subito dopo Ormonde e il Lord Deputy, sir William Fitzwilliam, marciò sul Munster, e misero la guarnigione di Desmond a Derrinlaur Castle a ferro e fuoco. Desmond si arrese a Cork il 2 settembre. Sir Henry Sidney fece visita nel Munster nel 1575, e la situazione sembrava promettere una rapida restaurazione dell'ordine. Ma Fitzmaurice era fuggito nel frattempo in Bretagna in compagnia di altri capi dei Geraldine, John Fitzgerald, siniscalco di Imokilly, che aveva retto Ballymartyr contro Sidney nel 1567, ed Edmund Fitzgibbon, figlio del Cavaliere Bianco che era stato corrotto nel 1571. Il Fitzmaurice complottò nelle corti di Francia e Spagna per progettare una invasione straniera dell'Irlanda, ed a Roma si incontrò con l'avventuriero Thomas Stucley, con il quale progettò una spedizione che avrebbe dovuto portare il nipote di Papa Gregorio XIII ad essere re d'Irlanda. Nel 1579 lo Stucley approdò a Smerwick bay (Cuan Ard na Caithne), dove si unì in seguito ad alcuni soldati spagnoli ad Dún an Óir. Le sue navi vennero intercettate e catturate il 29 luglio 1579 ed egli stesso venne ucciso in una schermaglia lungo la via per Tipperary.
Nicholas Sanders, il legato papale che aveva accompagnato il Fitzmaurice, cercò di convincere il Desmond a partecipare alla ribellione: Desmond si era forse tenuto neutrale in precedenza per gelosia nei confronti di Fitzmaurice. Le sue indecisioni cessarono quando il 1º novembre 1579 Sir William Pelham lo accusò di tradimento. Il sacco di Youghal e Kinsale da parte dei Geraldine fu seguito in rapida successione dai successi di Ormonde e Pelham che agirono in concerto con l'ammiraglio William Winter. Nel giugno 1581 Desmond dovette darsi alla macchia, ma mantenne per diverso tempo un discreto numero di seguaci dalla sua parte, che, però, dal giugno 1583, quando Ormonde mise una taglia sulla sua testa, si ridusse a quattro persone.
Cinque mesi più tardi, l'11 novembre 1583, venne catturato ed ucciso da un clan locale a Glenagenty, 5 miglia a est di Tralee a Bóthar an Iarla. Suo fratello Sir John di Desmond era stato catturato ed ucciso nel dicembre 1581, ed il siniscalco di Imokilly si era arreso il 14 giugno 1583. Dopo la sua resa costui fu un fedele servitore della corona, ma le sue terre facevano gola a molti, venne così arrestato nel 1587, e morì a Dublino due giorni dopo.
Dal suo secondo matrimonio con Eleanor Butler, il quindicesimo Conte lasciò due figli, il più grande dei quali, James Fitzgerald, (1570–1601), trascorse gran parte della sua vita in prigione. Dopo un fallito tentativo nel 1600–1601 di entrare in possesso dei suoi diritti ereditari fece ritorno in Inghilterra dove morì, estinguendo il titolo di Conte di Desmond.